# Abierto Mexicano de Tenis 2014
L'Abierto Mexicano de Tenis 2014, conosciuto anche con il nome di Abierto Mexicano Telcel 2014 per motivi di sponsorizzazione, è stato un torneo di tennis giocato sul cemento. È stata la 21ª edizione del torneo maschile, facente parte della categoria ATP World Tour 500 series nell'ambito dell'ATP World Tour 2014, e la 14ª del torneo femminile facente parte della categoria WTA International nell'ambito del WTA Tour 2014. Sia il torneo maschile che quello femminile si sono giocati al Fairmont Acapulco Princess di Acapulco in Messico, dal 24 febbraio al 1º marzo 2014.

## Partecipanti ATP

### Teste di Serie
| Nazionalità | Giocatore       | Ranking* | Testa di serie |
| ----------- | --------------- | -------- | -------------- |
| Spagna      | David Ferrer    | 4        | 1              |
| Stati Uniti | John Isner      | 7        | 2              |
| Regno Unito | Andy Murray     | 9        | 3              |
| Sudafrica   | Kevin Anderson  | 19       | 4              |
| Francia     | Gilles Simon    | 21       | 5              |
| Bulgaria    | Grigor Dimitrov | 22       | 6              |
| Lettonia    | Ernests Gulbis  | 23       | 7              |
| Canada      | Vasek Pospisil  | 26       | 8              |

* Ranking al 17 febbraio 2014.

### Altri partecipanti
I seguenti giocatori hanno ricevuto una wild-card per il tabellone principale:
- Marcos Baghdatis
- Tigre Hank
- Miguel Ángel Reyes Varela

I seguenti giocatori sono entrati nel tabellone principale passando dalle qualificazioni:

- Alejandro Falla
- David Goffin
- Stéphane Robert
- Tim Smyczek

## Partecipanti WTA

### Teste di Serie
| Nazionalità | Giocatrice           | Ranking* | Testa di serie |
| ----------- | -------------------- | -------- | -------------- |
| Slovacchia  | Dominika Cibulková   | 13       | 1              |
| Canada      | Eugenie Bouchard     | 19       | 2              |
| Estonia     | Kaia Kanepi          | 25       | 3              |
| Slovacchia  | Magdaléna Rybáriková | 32       | 4              |
| Austria     | Yvonne Meusburger    | 39       | 5              |
| Serbia      | Bojana Jovanovski    | 42       | 6              |
| Svizzera    | Stefanie Vögele      | 45       | 7              |
| Cina        | Zhang Shuai          | 49       | 8              |

* Ranking al 17 febbraio 2014.

### Altre partecipanti
Le seguenti giocatrici hanno ricevuto una wild-card per il tabellone principale:
- Tornado Alicia Black
- Iveta Melzer
- Ana Sofía Sánchez

Le seguenti giocatrici sono entrate nel tabellone principale passando dalle qualificazioni:

- Ashleigh Barty
- Victoria Duval
- Sharon Fichman
- Madison Keys

## Campioni

### Singolare maschile
Grigor Dimitrov ha battuto in finale  Kevin Anderson per 7-6(1), 3-6, 7–6(5). 
- È il secondo titolo in carriera per Dimitrov.

### Singolare femminile
Dominika Cibulková ha battuto in finale  Christina McHale per 7–6(3), 4-6, 6-4. 
- È il quarto titolo in carriera per la Cibulková.

### Doppio maschile
Kevin Anderson /  Matthew Ebden hanno sconfitto in finale  Feliciano López /  Maks Mirny per 6-3, 6-3.

### Doppio femminile
Kristina Mladenovic /  Galina Voskoboeva hanno sconfitto in finale  Petra Cetkovská /  Iveta Melzer per 6-3, 2-6, [10-5].